# Козма Зографски
Преподобни Козма Зографски је средњовековни светитељ поштован у православној цркви.
Козма је рођен у другој половини 13. века у Тарнову, престоници Бугарског царства, у племићкој породици. Добио је солидно образовање и течно је говорио грчки језик. Његова породица је хтела да га ожени, али он је желео да се замонаши и отишао је на Свету Гору. Замонашио се у манастиру Зограф али се касније повукао у камену келију коју је сам исклесао у близини манастира. Ту је живео као аскета до своје смрти 22. септембра 1323. године.
Његово житије написао је на грчком и превео на бугарски протоигумен Јевтимије 1802. године. Према житију, Козма Зографски је могао да види духове скривене од очију људи. 
Православна црква помиње преподобног Козму Зографског 22. септембра.